# Isaac Sandoval
Isaac Sandoval Rodríguez (Buenavista, 22 de agosto de 1937-Santa Cruz de la Sierra, 21 de octubre de 2020) fue un abogado, catedrático universitario e historiador boliviano, considerado uno de los intelectuales cruceños más importantes del siglo XX. Llegó a ser ministro de trabajo del Presidente Juan José Torres, además de Rector y fundador de la Universidad Siglo XX, importante casa de estudios en los legendarios centros mineros de Potosí. 
Los libros de Sandoval versan sobre distintos géneros sobre la realidad nacional boliviana, desde una importante obra de carácter académico e intelectual como “Nación y Estado en Bolivia”, publicado en 1991, hasta la producción literaria de cuentos y novelas costumbristas, la personalidad y altos valores de Isaac Sandoval relucen a través de sus páginas. Es un jurista especializado en Derecho Laboral, la mayor producción bibliográfica de Sandoval ha sido la referida al derecho al trabajo. Entre sus obras en el tema están la Legislación del Trabajo. Ley General del Trabajo (1971-2011); el Digesto Laboral Boliviano. Recopilación de normas laborales desde 1825 a 1987 (como coautor) (1987); El trabajo agrícola de temporada (1987); Derecho Moderno y Derecho del Trabajo (1999-2012).

## Biografía
El doctor Sandoval nació el 22 de agosto de 1937, en Buenavista, un municipio perteneciente a la provincia Ichilo, del Departamento de Santa Cruz. Creció en ese pequeño poblado rural enclavado en el norte de la llanura cruceña, en la confluencia de los ríos Ichilo, Yapacaní, Piraí, y Guapay; que se caracteriza por su clima cálido y abundante agua, producción agropecuaria diversificada y recursos hidrocarburíferos. Falleció mientras descansaba en su cama, el 21 de octubre de 2020 (en la ciudad de Santa Cruz de la Sierra, capital del departamento Santa Cruz).
Estudió la Licenciatura en Ciencias Jurídicas en la Universidad Pública “Gabriel René Moreno” (1963) y la Maestría en la Universidad de Carabobo, Valencia (Venezuela) en 1975, centro de estudios donde ejerció la docencia durante su exilio (1972-1976). También fue profesor Contratado de la Universidad Nacional de Ingeniería en Lima, Perú (1976-1977). Cuando regreso a Bolivia, enseñó en la Universidad Mayor de San Andrés en La Paz (1979-1993) y en la Universidad “Gabriel René Moreno” en Santa Cruz (1993-2002). En la Universidad Mayor de San Andrés enseñó el curso de Postgrado sobre “Aspectos Teórico Metodológicos de la Investigación Social” (1980) y fue Coordinador del Diplomado con Especialidad en Derecho del Trabajo en la Universidad Privada de Santa Cruz (2000-2001).
Muy joven empezó el ejercicio profesional, trabajando en bufetes de abogacía en Santa Cruz de la Sierra y La Paz (1963),  que se prolongó, salvo su estadía fuera del país, hasta 1990. Fue perseguido políticamente por el régimen dictatorial del general Hugo Bánzer Suárez (1971-1977) y posteriormente por el régimen sanguinario del general Luis García Meza Tejada (1980-1982). Durante el largo exilio político que sufrió junto a su familia en Venezuela y Perú, entre los años 1971 y 1978, priorizó la compra de libros antes que de otros bienes. De ese modo se armaron sus colecciones sobre ciencias sociales y escuelas de pensamiento como el marxismo, el estructuralismo y el funcionalismo. Entre las “joyas” de su biblioteca podemos encontrar anuarios legislativos que pertenecían al bufete del Dr. Aniceto Arce, expresidente de Bolivia, así como la recopilación histórica de Pascual Ahumada Moreno, referente a distintos documentos oficiales de la Guerra del Pacífico, cuyo tomo también perteneció a un expresidente de Bolivia, el general Narciso Campero. 
Destacó como experto en derecho laboral, llegando a integrar la comisión de Armonización de la legislación laboral en el Grupo Andino, por encargo de la CIAT-OIT, en Lima, Perú (1977-1978). En mérito a su probidad fue designado Conjuez de la Corte Nacional del Trabajo en La Paz (1987-1988); miembro del Jurado de Imprenta designado por el Concejo  Municipal de La Paz (1989-1992) y el Concejo Municipal de Santa Cruz de la Sierra (2000). Fue Magistrado del tribunal Administrativo del Banco Interamericano de Desarrollo (2006) y Presidente del Tribunal Administrativo de ese ente (2008).
En la Administración Pública desempeñó la cartera de Ministro de Trabajo y Asuntos Sindicales por dos ocasiones, la primera en el Gobierno de Juan José Torres Gonzáles (1971) y la segunda en el Gobierno de Lidia Güeiler Tejada (1980). Por su parte, el gobierno de Hernán Siles le designó primer Rector –y por ello Fundador—de la histórica Universidad Nacional Obrera “Siglo XX”, con sede en la ciudad de Llallagua (norte de Potosí), en 1985-1987, obra de los trabajadores mineros de Bolivia, que tienen hasta hoy la potestad de designar a su vicerrector. Presidió activamente diversas instituciones profesionales como la Asociación Boliviana de Derecho del Trabajo y la Seguridad Social (1980- 1984), Colegio Nacional de Abogados (1983-1985), y la Asociación Iberoamericana de Derecho del Trabajo y la seguridad Social, Lima, Perú (1999). En mérito a su notable trayectoria, fue distinguido como Doctor “Honoris Causa” por la Universidad Nacional “Siglo XX” (1993); Profesor Honorario de la Facultad de Derecho de la Universidad Central del Este en la República Dominicana (1997); Doctor “Honoris Causa” por la Universidad de Ciencia y Tecnología de Ica, Perú (1999); y Doctor Honoris Causae por la UAGRM (2007). Se le confirieron diversas condecoraciones como la Orden al Mérito Judiciario “Epitacio Pessoa”, en el grado de Comendador, Brasil (1995); Medalla de Oro al Mérito Profesional del Colegio de Abogados de La Paz (1998); Medalla al Mérito en la Investigación Social del Gobierno Municipal de Santa Cruz (1999); Medalla al Mérito Profesional de la Asociación de Abogados Laboralistas, La Paz (2000); Medalla de Oro “Guillermo Cabanellas de Tórrez”, AIDT, México (2002); “Chuubi de Oro”. Federación Departamental de Fraternidades de Santa Cruz (2002); Condecoración Universitaria “Franz Tamayo” Facultad de Derecho de la UMSA (2006); Medalla al Mérito Intelectual de la Facultad de Derecho Universidad Autónoma “Gabriel R. Moreno” (2006); Medalla “Dr. Serapio Reyes Ortiz” en el grado de Preclaro, otorgada por el Colegio de Abogados de La Paz (2007); y la Condecoración por su Aporte a la Democracia, por el presidente Evo Morales, en Palacio de Gobierno (2007). Es Miembro de Número de la Academia Boliviana de la Historia (2000); Miembro Titular de la Sociedad Boliviana de Escritores (2001); Miembro Correspondiente de la Real Academia de la Historia de España (2002); miembro de Número de la Academia Iberoamericana de Derecho del Trabajo (2002); y Premio Departamental de Cultura, Prefectura de Santa Cruz (2002). Entre 1984 y 2006, asistió a 18 congresos, seminarios y otros eventos especializados en Bolivia y el extranjero (Buenos Aires, México D.F., Saltillo, México; Atenas, Grecia; Tegucigalpa, Honduras; Sao Paulo, Gramado y Pessoa, Estado de Paraiba (Brasil); Santiago de Chile; Ciudad de Panamá; Lima, Perú; y Asunción, Paraguay. Hoy se halla retirado de la vida política y pública, habiendo acometido desde el 2005, con decisión y perseverancia, la compilación de su producción intelectual en sus Obras Completas.
En el año 2014, la Universidad Mayor de San Andrés, decidió otorgar el título de doctor honoris causa a Isaac Sandoval Rodríguez en reconocimiento a su trayectoria académica.

## Biblioteca "Isaac Sandoval"
Isaac Sandoval y su familia lograron conformar, en medio siglo, un acervo bibliográfico de más de 12.000 unidades. La biblioteca fue el espacio de su hogar donde pasó la mayor parte del tiempo trabajando y viendo como sus hijos y nietos crecían en cuerpo y espíritu, fue el santuario, fue el huerto de la casa cuyos frutos se reflejan en el trabajo y legado intelectual de la familia Sandoval.
Un acto de desprendimiento de más de 152 metros lineales. “Sin lectura no hay conocimiento”, con este argumento Isaac Sandoval Rodríguez el año 2013 decidió donar toda su biblioteca a la Fundación Cultural del Banco Central de Bolivia, otorgando la tuición a uno de sus centros culturales, en este caso, el Centro de la Cultura Plurinacional ubicado en la ciudad de Santa Cruz. El Centro de Cultura Plurinacional acogió el fondo documental, destinando dentro de su infraestructura, un espacio exclusivo y equipado para instalar una biblioteca que lleva el nombre de Isaac Sandoval Rodríguez y cuyas puertas se abrieron al público el año 2015.
El año 2017 el Centro de la Cultura Plurinacional bajo la dirección de Paola Claros y la Fundación Cultural del Banco Central de Bolivia formalizan la donación a través de la firma de un convenio que, entre sus puntos contractuales, estipula el deseo personal del Don Isaac de que esta biblioteca sea de acceso público con el objetivo de contribuir sin restricciones a la formación  intelectual de profesionales y estudiantes de Santa Cruz, un deseo que se fusiona con la vocación institucional del Centro de la Cultura Plurinacional de democratizar la cultura a través de la generación de espacios de encuentro entre los bolivianos.
A la fecha se han venido realizado diferentes labores organizativas, como la implementación de sistemas de catalogación, clasificación según normas bibliotecológicas, así como la mejora y acondicionamiento de espacios para brindar una mejor atención al público. También se ha realizado un importante avance en el registro de las unidades bibliográficas llegando a un 100% de inventariado y a un 20% de registro de catalogación, clasificación, indización y marbetado.
La dinamización de este fondo bibliográfico es otra tarea que el Centro de Cultura Plurinacional ha venido realizando con frutos cada vez más notables. El CCP cuenta con varios programas de incentivo a la investigación y lectura, entre ellos podemos destacar el programa “Biblioteca Activa”, un motor de actividades artísticas y educativas cuya innovadora metodología logra entrelazar y complementar de manera armoniosa los contenidos de la bibliografía del fondo Isaac Sandoval Rodríguez, con distintas formas y expresiones artísticas.

## Producción intelectual
- Economía agraria. Política y desarrollo.- Santa Cruz : Facultad de Derecho y Ciencias Sociales , 1966
- Legislación del trabajo.- La Paz : Burillo , 1968
- Legislación del Trabajo.- La Paz : Urquizo , 1979
- Legislación del Trabajo.- La Paz : Talleres Mundy Color , 1992
- Legislación del trabajo.- La Paz : Los Amigos del Libro , 1999
- Legislación del trabajo.- Santa Cruz : Sirena , 2001
- Legislación del trabajo. Edición actualizada.- Santa Cruz : Sirena , 2005
- Legislación del trabajo.- Santa Cruz : Sirena , 2006
- Legislación del trabajo. Edición Universitaria.- Santa Cruz : Sirena , 2008
- Legislación del trabajo.- Santa Cruz : Sirena , 2009
- Bolivia y América Latina.- La Paz : Cooperativa de Artes Gráficas E. Burillo , 1969
- Legislación comparada del trabajo.- Venezuela : Universidad de Carabobo , 1974
- Las crisis políticas latinoamericanas y el militarismo.- México: Siglo XXI, (1976, 1978, 1979, 1981)
- Derecho colectivo del trabajo en los países del grupo andino.- Lima : CIAT , 1976
- Convenio o Contrato Colectivo de Trabajo.- Lima : Amauta , 1976
- Convenio o Contrato Colectivo de Trabajo.- Santa Cruz : Sirena , 2000
- Culminación y ruptura del modelo nacional-revolucionario: Torres en el escenario político boliviano.- La Paz : Urquizo, 1979
- Código procesal del trabajo.- La Paz : Los Amigos del Libro , 1982
- Digesto laboral boliviano. Tomo I.- La Paz : Curucusí , 1987
- Digesto laboral boliviano. Tomo II.- La Paz : Curucusí , 1987
- Informe de labores (gestión 1985 - 1986).- Oruro : Universidad Nacional Siglo XX , 1987
- Historia de Bolivia (Desarrollo histórico social boliviano).- Santa Cruz de la Sierra : Punto y coma , 1987
- Historia de Bolivia (Desarrollo histórico social boliviano).- La Paz : Mundy Color , 1990
- Nación y Estado en Bolivia (etnias, regiones, clases).- La Paz : Mundy Color , 1991
- El proyecto político militar 1971-1982.- Santa Cruz : Universitaria, 1988
- XII Congreso Iberoamericano de Derecho del Trabajo y de la Seguridad Social Bolivia '95. Tomo I.- Santa Cruz : Sirena , 1995
- XII Congreso Iberoamericano de Derecho del Trabajo y de la Seguridad Social Bolivia '95. Tomo II.- Santa Cruz : Sirena , 1995
- XII Congreso Iberoamericano de Derecho del Trabajo y de la Seguridad Social Bolivia '95. Tomo III.- Santa Cruz : Sirena , 1995
- Los partidos políticos en Bolivia.- Santa Cruz: Imp. Sirena , 1999
- Historia e historiografía en América Latina.- Santa Cruz : Sirena , 1999
- Buenavista (Del período misional a la historia de la provincia Ichilo).- Santa Cruz: Sirena, 2001
- Derecho del trabajo. Texto universitario.- Santa Cruz : Sirena , 2003
- Historia de Santa Cruz (Desarrollo histórico social).- Santa Cruz: Sirena, 2003
- Obras Completas. Volumen 1: Literatura.- Santa Cruz : Imp. Sirena , 2005
- Obras Completas. Volumen 2: Derecho.- Santa Cruz : Imp. Sirena , 2005
- Obras Completas. Volumen 3: Historia.- Santa Cruz : Imp. Sirena , 2006
- Obras Completas. Volumen 4: Historia-Política.- Santa Cruz : Imp. Sirena , 2007
- Obras Completas. Volumen 5: Historia Militar.- Santa Cruz : Imp. Sirena , 2008
- Obras Completas. Volumen 6: Escritos Varios.- Santa Cruz : Imp. Sirena , 2008
- El desarrollo político en la formación social boliviana.- Santa Cruz de la Sierra : Sirena , 2011

Documentos técnicos
- Documentos Nro. 0. Documento fundamental para la unificación de la izquierda nacional.- La Paz : s.e. , 1985
- Documentos Nro. 1. Los trabajadores por la construcción del instrumento político revolucionario, con la izquierda unida.- La Paz : s.e. , 1985
- Documentos Nro. 2. Tesis política y declaración de principios de la izquierda unida.- La Paz : s.e. , 1985
- Documentos Nro. 3. Plan de gobierno de la izquierda unida.- La Paz : s.e. , 1985
- Documentos Nro. 4. Presentación de la izquierda unida en la universidad de La Paz.- La Paz : s.e. , 1985
- Documentos Nro. 4. Presentación de la izquierda unida en la universidad de La Paz.- La Paz : s.e. , 1985
- El abogado: su formación académica y su práctica profesional.- La Paz : Universidad Mayor San Andrés , 1988
- Contribución de la asociación de derecho del trabajo y la seguridad social a la creación del colegio nacional de abogados.- s.l. : s.e. , s.a.

## Producción literaria
- Los novenarios de doña Porfía Campos.- La Paz : Mundy Color, 1994
- La Piedra.- Santa Cruz : Ind. Graf. Sirena. , 2002
- Los lunares de Salomé.- Santa Cruz : Ind. Graf. Sirena. , 2011
- Los amores veleidosos de Juan de las Lagunas.- Santa Cruz : Ind. Graf. Sirena. , 2012
- Reina del carnaval de antaño.- Santa Cruz : Ind. Graf.  Sirena , 2013
- Travesuras irreverentes.- Santa Cruz : s.e., 2014
- El panteón de los herejes.- Santa Cruz : La Hoguera, 2016
- La complicidad de la noche.- Santa Cruz : FC-BCB / Centro de la Cultura Plurinacional, 2021

## Blog Isaac Sandoval Rodríguez
https://www.isaacsandovalrodriguezbolivia.com/